# Narcine leoparda
Narcine leoparda is een vissensoort uit de familie van de schijfroggen (Narcinidae). De wetenschappelijke naam van de soort is voor het eerst geldig gepubliceerd in 2001 door Carvalho.